# Dicarbonato de dimetilo

## Propiedades
El Dimetil dicarbonato es un líquido transparente e incoloro con una densidad de 1,25 g/mL. El punto de inflamación es de 85 °C, los límites de explosión están entre el 3 % (valor inferior) y el 29,9 % (valor superior), la temperatura de descomposición es de 172 °C.

## Usos
El Dimetil dicarbonato (abreviadamente DMDC) es un agente de esterilización en frío que proporciona protección contra microorganismos. Se utiliza habitualmente en la industria de las bebidas contra las levaduras, las bacterias y los mohos.  Se designa con el código E 242 y se utiliza en bebidas alcohólicas (por ejemplo, vino, sidra, bebidas mezcladas con cerveza) y bebidas no alcohólicas (por ejemplo, limonadas o tés helados).
El Dimetil dicarbonato se añade a las bebidas mediante un sistema de dosificación, justo antes de la llenadora para garantizar la estabilización microbiológica durante el llenado. Se puede añadir un máximo de 200 mg/L de Dimetil dicarbonato al vino, y un máximo de 250 mg/L de Dimetil dicarbonato a las bebidas no alcohólicas y a otras bebidas alcohólicas como la sidra, las bebidas de mezclas con cereveza o el vino espumoso. 
La adición debe realizarse con un dispositivo de dosificación. El simple hecho de removerlo hará que se hunda en el recipiente debido a su alta densidad y a su escasa solubilidad en el agua por lo que no tendrá ningún efecto. Sólo el uso de un dispositivo de dosificación puede garantizar una óptima homogeneización del Dimetil dicarbonato en la bebida y, por lo tanto, a una elevada posibilidad de contacto con los microorganismos existentes. El Dimetil dicarbonato lo comercializa Lanxess con el nombre comercial de Velcorin®.

## Compatibilidad
El Dimetil dicarbonato es corrosivo para la piel y los ojos, tóxico en caso de inhalación y de ingestión.

## Tiempo de descomposición del Dimetil dicarbonato
La descomposición del Dimetildicarbonato se produce por hidrólisis del compuesto. El valor del pH sólo tiene una ligera influencia en la hidrólisis, el factor decisivo es la temperatura:
   a 10 °C → aprox. 5 horas.
   a 20 °C → aprox. 2 horas.
   a 30 °C → aprox. 1 h
La reacción de hidrólisis es como sigue:

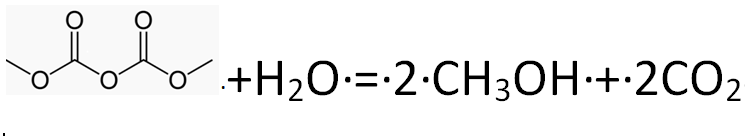
Reacción de hidrólisis del dicarbonato de dimetilo